# Andelot-Blancheville
Andelot-Blancheville là một xã thuộc tỉnh Haute-Marne trong vùng Grand Est đông bắc nước Pháp. Xã này nằm ở khu vực có độ cao trung bình 286 mét trên mực nước biển. Xã nằm bên sông Rognon, nhánh của sông Marne.
)